# Автономная церковь
Автономная церковь (от греч. αὐτονομία — самозаконие) в православии — поместная церковь, получившая самостоятельность в вопросах внутреннего управления от той или иной автокефальной церкви, в состав которой данная автономная церковь входила ранее на правах экзархата или епархии. Глава автономной церкви избирается на поместном соборе с последующим утверждением патриархом кириархальной церкви. Традиционно автономные церкви имеют небольшое число епископов.
Зависимость автономной церкви от кириархальной выражается в следующем:
- предстоятель автономной церкви поставляется предстоятелем кириархальной церкви;
- устав автономной церкви утверждается кириархальной церковью;
- автономная церковь получает от кириархальной церкви миро;
- имя предстоятеля кириархальной церкви возглашается во всех храмах автономной церкви перед именем её предстоятеля;
- предстоятель автономной церкви подсуден высшей судебной инстанции кириархальной церкви.

Статус понимается как формально-правовой и не должен смешиваться с так называемыми самоуправляемыми церквями.

## Автономные православные церкви
В настоящее время существует шесть автономных православных церквей:
1. Синайская православная церковь в юрисдикции Иерусалимской православной церкви.
2. Финляндская православная церковь (около 65 тыс. чел.) в юрисдикции Константинопольской православной церкви (в 1957 году автономия Финляндской православной церкви была признана Московским патриархатом).
3. Эстонская апостольская православная церковь в юрисдикции Константинопольской православной церкви.
4. Японская православная церковь (36 тыс. чел.) в юрисдикции Русской православной церкви.
5. Китайская православная церковь исторически находится в юрисдикции Русской православной церкви. 9 января 2008 года Священный синод Константинопольской православной церкви без согласования с Московским патриархатом, имеющим на территории Китая своих священнослужителей, изменил границы учреждённой им в 1996 году митрополии Гонконга, включив в её пределы Китайскую Народную Республику и ряд государств Юго-Восточной Азии.
6. Охридская церковь в юрисдикции Константинопольской православной церкви с 9 мая 2022 года[1][2].

Кроме того, Критская православная церковь с 1965 года имеет статус полуавтономии в составе Константинопольской православной церкви.
В Русской православной церкви статус её автономных церквей с 2011 года регулируется отдельной главой Устава РПЦ.

## Комментарии
1. ↑  Первоначальная редакция Устава РПЦ, принятого в  2000 году, не включала, как то было и ранее, в состав Московского Патриархата находящиеся в зависимости от него автономные церкви, равно как и их каноническую территорию: УСТАВ РУССКОЙ ПРАВОСЛАВНОЙ ЦЕРКВИ, Москва, 13-16 августа 2000 года Архивная копия от 23 мая 2021 на Wayback Machine: «2. Входящие в Русскую Православную Церковь Самоуправляемые Церкви, Экзархаты, епархии, Синодальные учреждения, благочиния, приходы, монастыри, братства, сестричества, Духовные учебные заведения, миссии, представительства и подворья (далее по тексту Устава именуемые "канонические подразделения") канонически составляют Московский Патриархат. <…> 3. Юрисдикция Русской Православной Церкви простирается на лиц православного исповедания, проживающих на канонической территории Русской Православной Церкви: в России, Украине, Белоруссии, Молдавии, Азербайджане, Казахстане, Киргизии, Латвии, Литве, Таджикистане, Туркмении, Узбекистане, Эстонии, а также на добровольно входящих в нее православных, проживающих в других странах».